# ポルトボウ

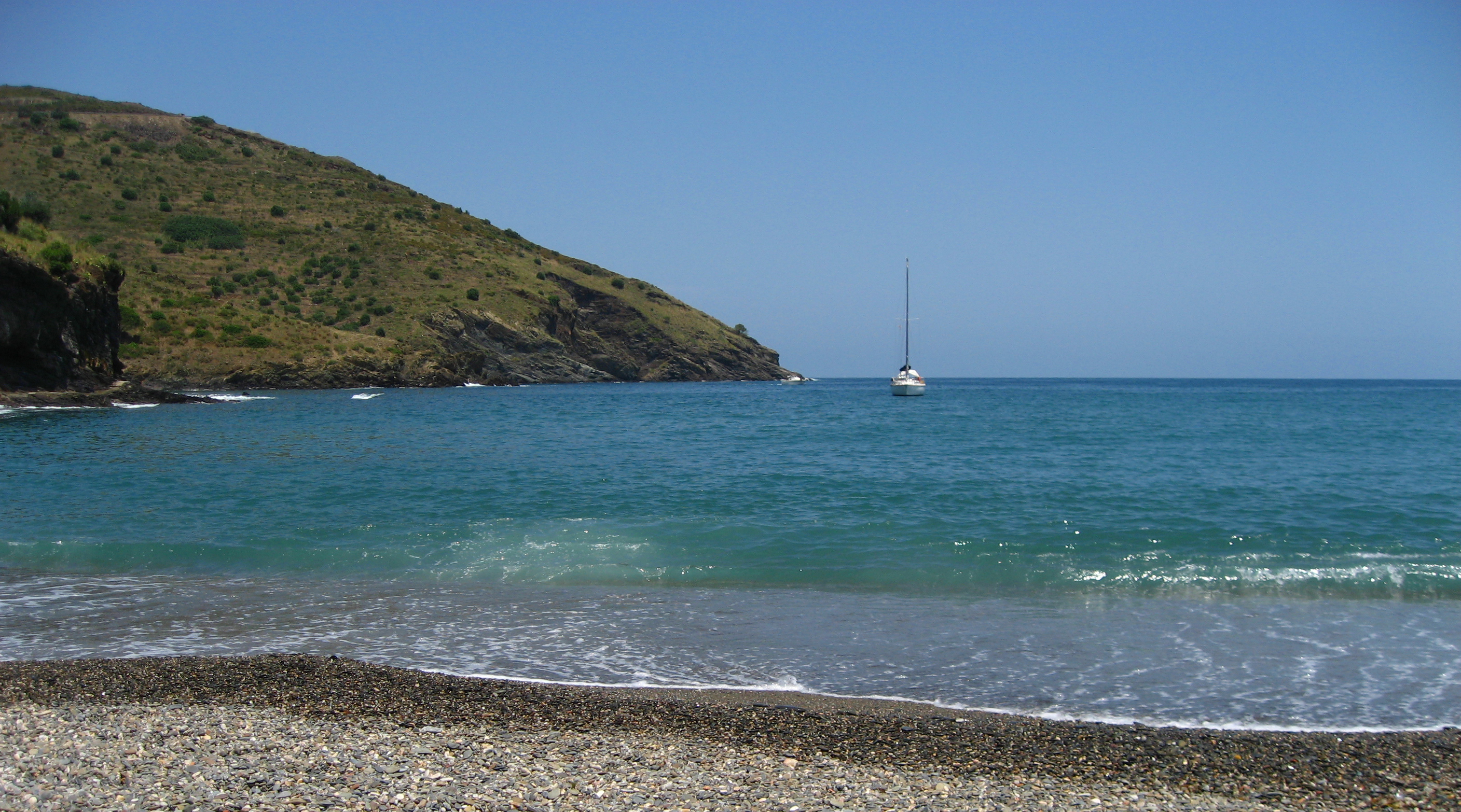
フランス・スペイン国境近くのポルトボウの浜辺

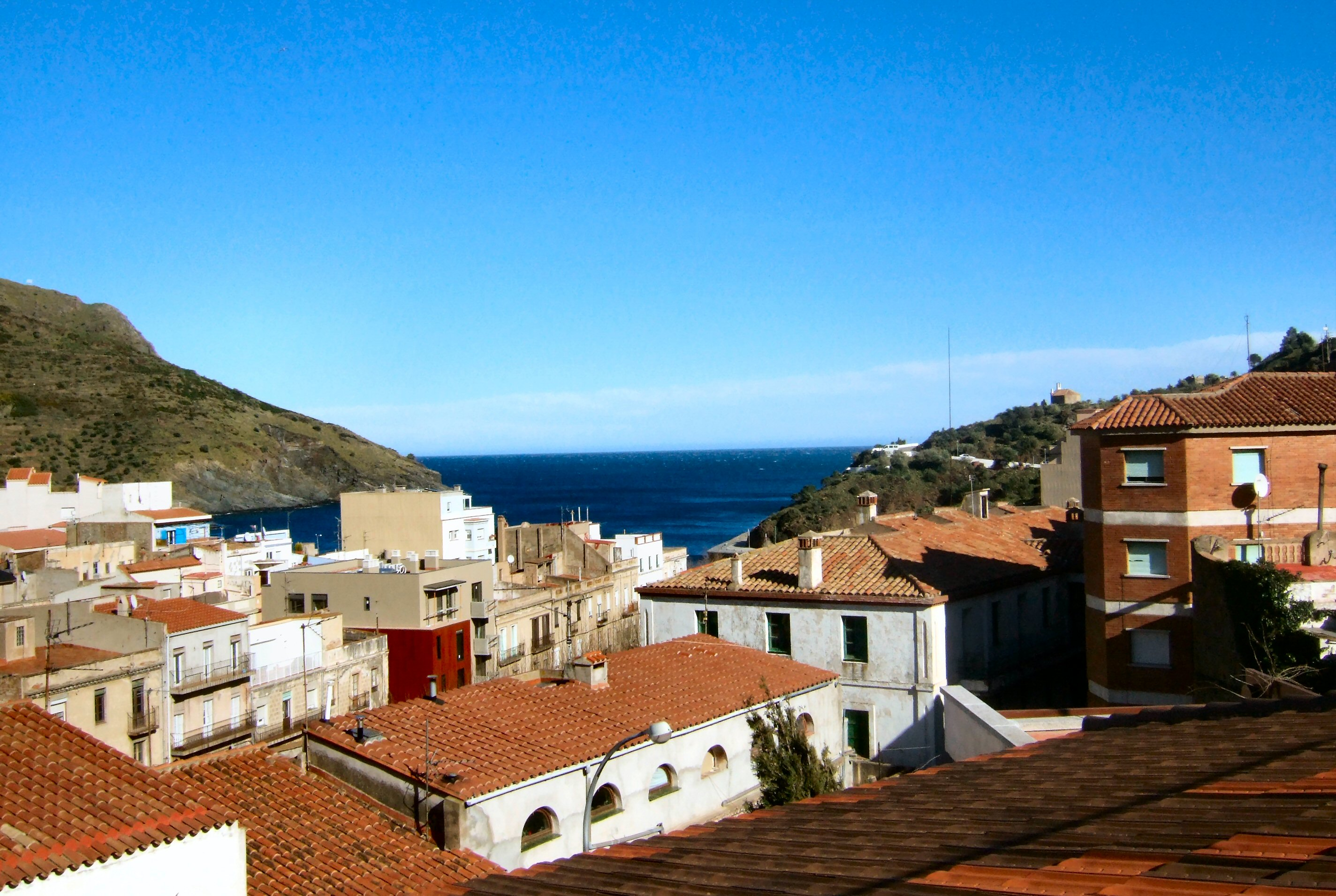
ポルトボウの家々

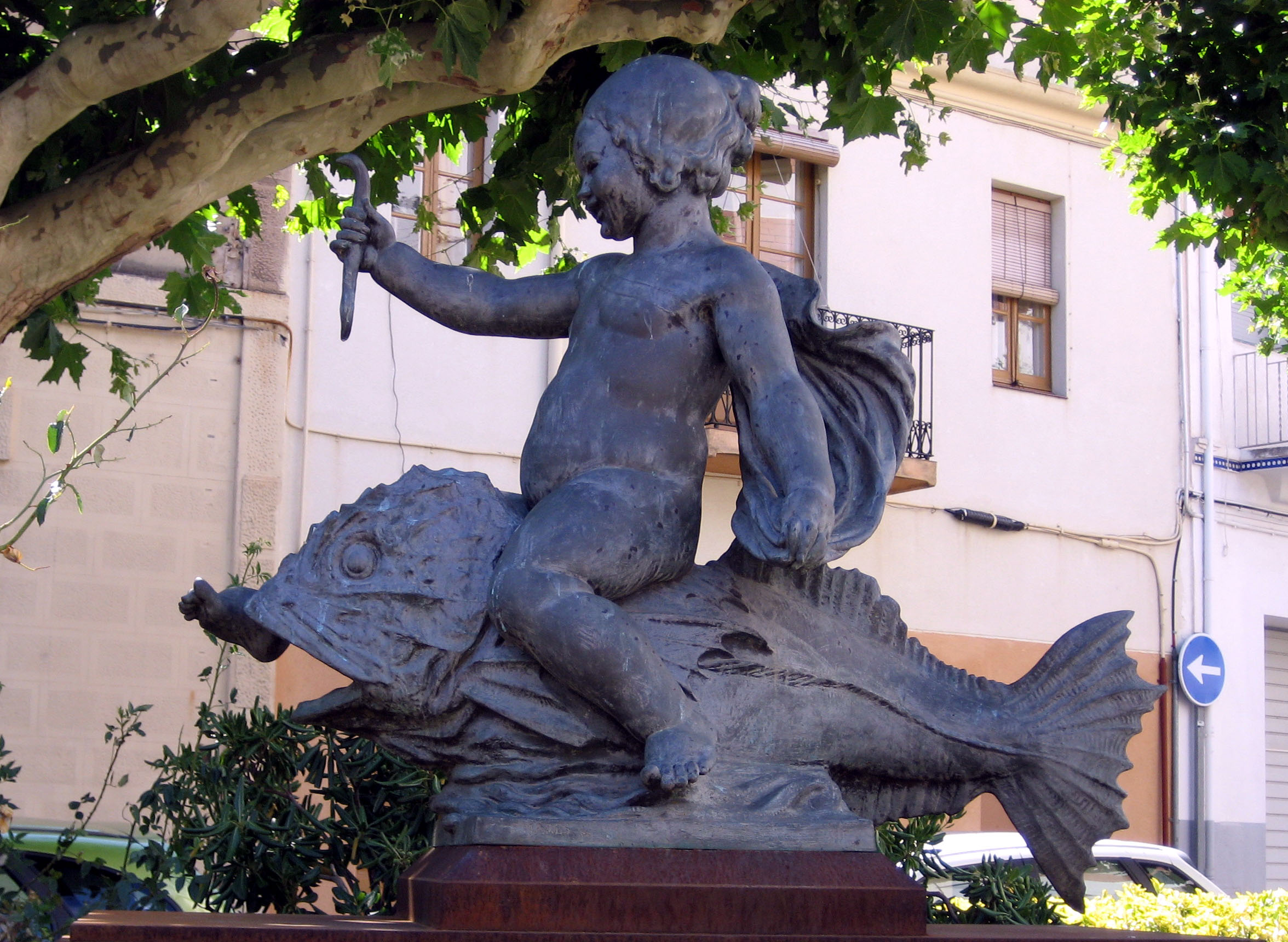
街中にあるフレデリック・マレスによる像

ポルトボウ (カタルーニャ語: Portbou, IPA：[pɔɾˈbɔw] ポルボウ) は、スペイン・カタルーニャ州ジローナ県アルト・アンプルダー郡にあるムニシピ（基礎自治体）。ジローナ県の北東部に位置し、ジローナ県クレーラ、フランスのセルベール、バニュルス・シュル・メールと接する。名称は「雄牛の港」を意味する。
スペインの地中海岸で最北東、コスタ・ブラバの最北東に位置する。ポルトボウはリオン湾沿いの平坦でない土地に位置する為に、トラモンターナの強風に苦しめられている。この街は自治体の中央に位置し、住民の大部分はポルトボウの街中に居住している。2001年にマリーナが建設された。

## 歴史
1659年からスペイン・フランス国境となっている。1872年に鉄道路線が開通し、国際駅が開業した。1929年には、バルセロナのサント・アンドレウ・デ・パロマール地区 (es:San Andrés de Palomar) 出身のジュアン・トーラス・イ・グアルディオラ (es:Joan Torras i Guardiola)設計による鉄とガラスによる大きなガラス張り屋根を持った新しい駅舎が建設され、この作品はトーラス・イ・グアルディオラの代表作の一つとなっている。
1934年にそれまでポルトボウの一部だったクレーラを分離した。1940年には町の近くでスペイン内戦最後の戦闘が行われた。同年9月27日にはポルトボウのホテルフランシアでドイツ人哲学者・歴史家のヴァルター・ベンヤミンが自殺している。抽象的な形を用い山がちなジローナ県のピレネー山脈を思わせる、芸術家ダニ・カラヴァンによる記念碑が街中にある。この記念碑は風景画に20世紀の移民への生活上の脅威が実在した状況を想起させるシンボルが挿入されたものとなっている。

## 観光
1950年代末期、ヨーロッパの北側からの初の観光客がスペインに到達した時、ピレネー山脈の先にあった最初の町は国境の町、ポルトボウであった。フランス国境を車で越えて来た者は岩だらけの海岸沿いを進む曲がりくねった道路に感動した。スペインとその他ヨーロッパとの接点であるポルトボウの鉄道駅はよく知られている。2カ国間で客車の軌間を変更する間の待ち時間は乗客にこの町を歩く機会を与えた。この事は偉大な美しい自然を害した。
砂浜、カフェテリア、レストラン、売店が道沿いに建て並び、日中に多くの観光客をひきつけた。
街中には出入国者向けの店が多数有り、アルコール、煙草などを売っている。革製品と服はフランスよりも大幅に安い。
谷に位置する街の地理的特質は過度の開発を抑制した。このようにポルトボウは自然に囲まれた小さな町である。
湾に面した大砂浜は7月から8月に掛けての最盛期を含め、一年を通じて喧騒に包まれる事は無い。浜辺からはカタルーニャリャグートのような古典的な船を眺める事が出来る。かつては釣りに使われていたが、現在では観光用に使われている。

### 名所
- ポルトボウ・サンタ・マリア教会 (es) ：ジョアン・マルトレイ (es:Joan Martorell) によって設計され、1879年に建設が開始された。高さ20m長さ33mの大身廊とネオ・ゴシック建築が特徴である。内部には彫刻家フレデリック・マレスの作品であるマリア像がある。
- クエーリョ・デ・ラ・ファレリャのドルメン
- Clapé浜
- 大砂浜(La Playa Grande)
- カサ・エレーロ (Casa Herrero)
- ヴァルター・ベンヤミンによるモニュメント
- 町の市場

## 出身著名人
- ファビアー・アスタペー(Fabià Estapé)
- フレデリック・マレス(Frederic Marès)
- マリーア・メルセー・ロカ(Maria Mercè Roca)
- パウラ・リボー(es:Paula Ribó)
- エリザベト・バルガリョー(es:Elisabet Bargalló)